# Luiz Fabiano
Luiz Fabiano, nome artístico de Jayr Rodrigues (Tupã, ✡1942 - São Paulo, ✝18 de dezembro de 2009), foi um cantor e compositor brasileiro.

## Biografia
No começo da carreira, que começou aos 14 anos, foi crooner da orquestra de Silvio Mazzuca.
Começou a ser conhecido depois do II Festival da Música Popular Brasileira da TV Excelsior, em 1966, quando trocou o sobrenome Rodrigues por Campos tendo em vista que já existia um Jair Rodrigues no meio artístico.
Em 1967, Tony Campello lhe deu a chance de fazer um compacto simples na gravadora Odeon com as músicas "Não adianta brigar" e "25 horas por dia", foi a partir daí que adotou o nome artístico de Luiz Fabiano.
No final da década de 1960, Luiz Fabiano teve grande sucesso com as canções "Quando Anoitecer" e "Meu bem, ao menos Telefone". Já como compositor, é autor de "Você Me Pediu", canção gravada por Roberto Carlos em 1968.
Morreu vítima de câncer aos 67 anos de idade.